# ウェスト・グリーンランド・ドッグ
ウエスト・グリーンランド・ドッグ（英：West Greenland Dog）とは、グリーンランド原産の絶滅したそり引き用の犬種である。現在も生き残っているグリーンランド・ドッグはもともと兄弟種であった。

## 歴史
グリーンランド・ドッグと同じく、およそ5000年前から存在した古代犬種である。血統が近いグリーンランド・ドッグとは別に地域で改良が行われ、別の犬種として存在していた。何千年もの間そり引き兼猟犬として使われ続けていたが、19世紀に外来の犬種が持ち込んだ伝染病の流行によって壊滅的なダメージを受け、ほとんどのウエスト・グリーンランド・ドッグが死滅してしまったため、純血種として繁殖させる事ができなくなってしまった。それにより何とか生きながらえることの出来た兄弟種、グリーンランド・ドッグに吸収され、約5000年の長きに渡った歴史の幕を閉じた。

## 特徴
がっしりとした体格のスピッツタイプの犬種で、耐寒性の優れた分厚いコートはグリーンランド・ドッグに負け劣らない。立ち耳、ふさふさした巻き尾で、ロングコートはかなり厚い。毛色はホワイトの地にブラック、ブラウン、グレーのいずれかの色のマスクとマーキングが入ったもの。体高66cm前後、体重34～36kgの大型犬で、性格はやや友好性の面ではグリーンランド・ドッグに劣るが、しつけのしやすさは本種の方が上であると言われている。

## 参考
『デズモンド・モリスの犬種事典』デズモンド・モリス著書、福山英也、大木卓訳 誠文堂新光社、2007年